# قره‌باغ‌لار (شمکور)
قره‌باغ‌لار (به لاتین: Qarabağlar) یک منطقه مسکونی در جمهوری آذربایجان است که در شهرستان شمکور واقع شده‌است. قره‌باغ‌لار ۳۷۷ نفر جمعیت دارد.